# Палац Муравйових-Апостолів
 Пала́ц Муравйо́вих-Апо́столів — зразок української садиби кінця XVIII — початку XIX століть, розташований неподалік курортного міста Миргород на Полтавщині.

## Історія
Маєток належав родині Апостолів, представники якої добре прислужилися Україні в різні роки як військові. Апостоли поріднилися з родиною Муравйових, і їх нащадки почали носити подвійне прізвище.
На початку XIX ст. маєток, що був у володінні Івана Муравйова-Апостола — письменника, історика та дипломата — нащадка Данила Апостола по жіночій лінії. Із 1806 року він мешкав у Хомутці і саме за нього було перебудовано палац та переплановано парк із барокового на пейзажний.
Родинні речі Муравйових-Апостолів передані на початку XXI ст. у Москву від нащадків з-за кордону.

## Палац
Двоповерхова споруда, кам'яна, потинькована. Головний вхід підкреслює вежа зі складним дахом. Парадний двір утворюють бічні флігелі з кутовими вежами та мансардним поверхом. Будівля має ознаки бароко з переходом у класицизм, але без портиків, колон, трикутних фронтонів. Усе це робить споруду досить оригінальним зразком садибної архітектури України початку XIX ст., що випадково збереглася до XIX століття.

## Склад садиби
Уже наприкінці XVIII ст. (до 1774 р.) садиба складалася із таких елементів:
- регулярний сад;
- оранжерея;
- стайня;
- ставок;

Садибний будинок переплановано у 1806 році. Саме тут збирались майбутні декабристи — Пестель, Лорер, Лунін у братів Муравйових-Апостола.

## За часів УРСР
У підрадянській Україні палац не зруйнували, як садибу Попова в Запорізькій області, а передали під агропрофшколу, технікум свинарства і нарешті зооветеринарний технікум, який існує тут і дотепер. Пейзажний парк із залишками саду бароко був оголошений пам'яткою садово-паркового мистецтва місцевого значення, що не завадило  будівництву стадіону на його території.

## За Незалежності

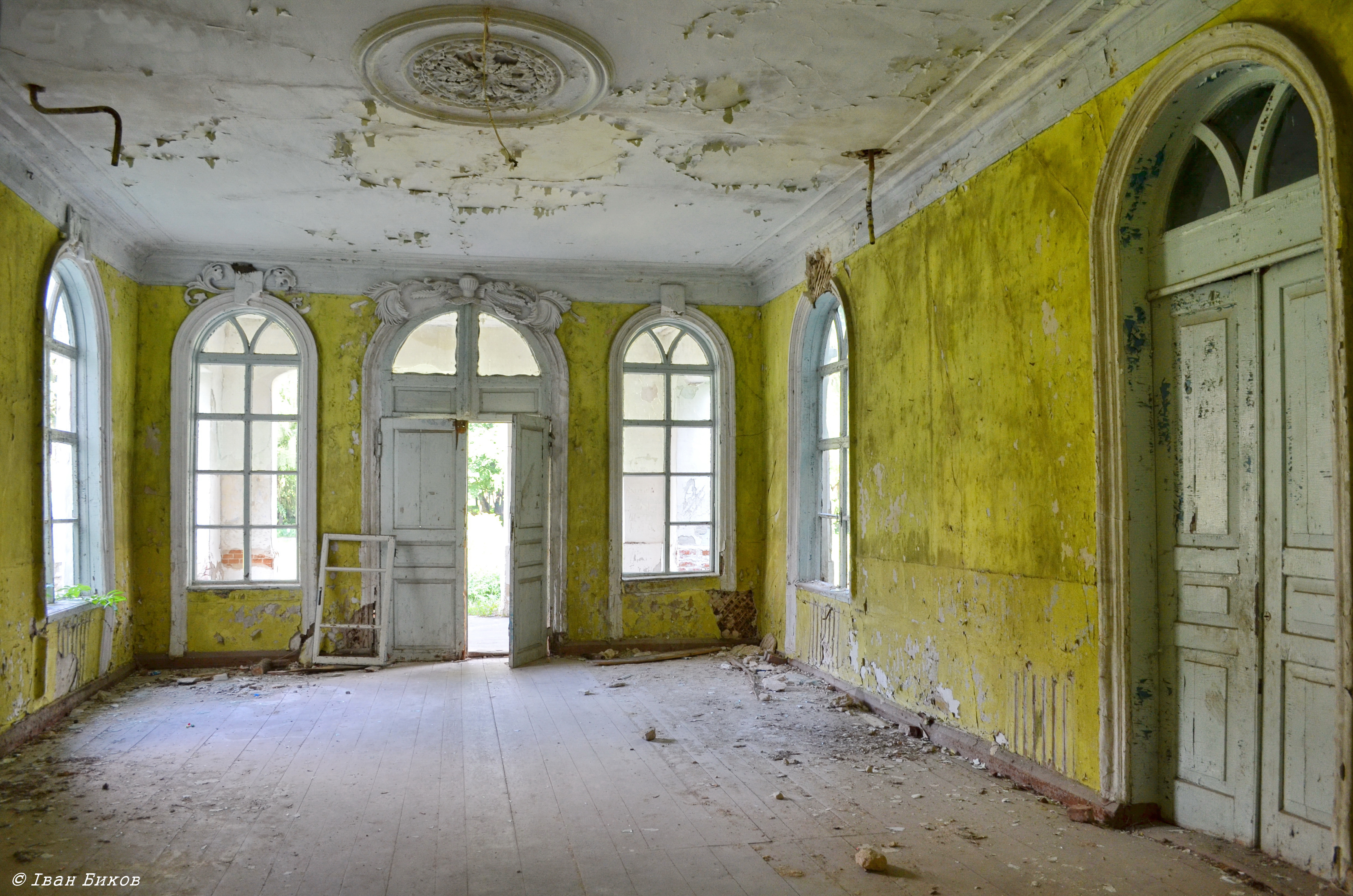
Хомутець. Палац Муравйових-Апостолів. Інтер'єр вхідної групи. Руїна

Зараз палац стоїть пусткою, ніяк не використовується, опалення вимкнено (для потреб технікуму збудовано нові приміщення), і поступово руйнується.